# Браунсгорн
Браунсгорн (нім. Braunshorn) — громада в Німеччині, розташована в землі Рейнланд-Пфальц. Входить до складу району Рейн-Гунсрюк. Складова частина об'єднання громад Кастеллаун.
Площа — 6,98 км2. Населення становить 629 ос. (станом на 31 грудня 2020).